# Vem är det som är rädd?
Vem är det som är rädd? är det första studioalbumet av Björn Afzelius, släppt 1974.
Trummisen Per-Ove Kellgren, medlem av Hoola Bandoola Band, medverkar på skivan.

## Låtlista
Text och musik av Björn Afzelius om inget annat anges.
Sida ett
1. "Tiden förändras" - 3:54
2. "Bläckfisken" - 4:13
3. "Vem är det som är rädd?" - 2:35
4. "Dialog i Mariagränd" - 9:34

Sida två
1. "Kampen kräver många år" - 4:12
2. "Historien har visat" - 5:43
3. "De tre musketörerna från Fagersjö" - 6:14
4. "Fienden" (Text: Thomas Wiehe & Björn Afzelius; musik: Björn Afzelius) - 3:10

## Musiker
- Björn Afzelius - sång, kompgitarr
- Björn Franzén - bas
- Roland Gottelow - orgel, piano, saxofon
- Per-Ove Kellgren - trummor
- Olle Sandén - gitarr

### Fotnoter
1. ↑  ”Vem är det som är rädd?”. Discogs.com. http://www.discogs.com/Bj%C3%B6rn-Afzelius-Vem-%C3%84r-Det-Som-%C3%84r-R%C3%A4dd/release/2579812. Läst 13 januari 2013.